# Rhopalomelus
Rhopalomelus is een geslacht van kevers uit de familie van de loopkevers (Carabidae). De wetenschappelijke naam van het geslacht is voor het eerst geldig gepubliceerd in 1848 door Carl Henrik Boheman.

## Soorten
Het geslacht Rhopalomelus omvat de volgende soorten:
- Rhopalomelus angusticollis Boheman, 1848
- Rhopalomelus bennigseni Alluaud, 1935
- Rhopalomelus ingens Alluaud, 1930
- Rhopalomelus stenoderus Alluaud, 1930